# WrestleMania XI
WrestleMania XI fue la undécima edición de WrestleMania, un evento pago por visión de lucha libre profesional producido por la World Wrestling Federation (WWF). El evento tuvo lugar el 2 de abril de 1995 desde el Hartford Civic Center en Hartford, Connecticut.
El Deportista Paralímpico Kathy Huey cantó una interpretación de "America the Beautiful" antes de WrestleMania. Este es el primer WrestleMania en contar con comentarios en varios idiomas; español, francés y alemán. 
WrestleMania XI también es considerado un WrestleMania olvidable para los fanáticos por varios factores, debido principalmente al excesivo uso de las celebridades las cuales opacaron en su gran mayoría el evento con sus interacciones con los luchadores, siendo el evento principal del PPV entre Bam Bam Bigelow y Lawrence Taylor la gota que colmó la paciencia de los fanáticos que llamaron al evento CelebMania por el excesivo uso a las celebridades en el evento. 

## Antecedentes
En Royal Rumble, Bam Bam Bigelow formó equipo con Tatanka en la ronda final de un torneo por el Campeonato en Parejas de la WWF. Bigelow quedó inmovilizado al final del combate, lo que provocó que la multitud lo abucheara. Él respondió empujando al jugador de la NFL Lawrence Taylor, que estaba sentado en el ring. Bigelow se negó a disculparse y, en cambio, retó a Taylor a un combate de lucha libre. Taylor estuvo de acuerdo y entrenó con el campeón de la WWF Diesel para prepararse para el combate. La historia entre Bigelow y Taylor le dio a la WWF exposición generalizada, ya que el combate fue ampliamente discutido por varios medios de comunicación.
El otro evento principal de WrestleMania fue un combate por el Campeonato de la WWF entre Diesel y Shawn Michaels. Diesel había ingresado originalmente a la WWF como guardaespaldas de Michaels, pero luego comenzó a luchar y formar un equipo con él. El dúo mantuvo juntos el Campeonato en Parejas de la WWF en 1994. Sin embargo, en Survivor Series, Michaels accidentalmente pateó a Diesel en la cara. Esto llevó a una discusión durante la cual Diesel disolvió el equipo y dejó vacante el título. Tres días después, Diesel derrotó a Bob Backlund para convertirse en el nuevo campeón de la WWF. En Royal Rumble de 1995, Michaels ganó el Royal Rumble match, lo que le valió un combate contra Diesel por el título en WrestleMania.
Jeff Jarrett había estado en una rivalidad con Razor Ramon en torno al Campeonato Intercontinental, durante los meses previos al evento. En Royal Rumble, Jarrett estuvo acompañado por The Roadie, quien interfirió a favor de Jarrett y lo ayudó a a ganar el título. Para igualar los bandos en la revancha en WrestleMania, Ramon estuvo acompañado por su amigo, el 1–2–3 Kid.
En el verano de 1994, Bret Hart defendió con éxito el Campeonato de la WWF contra Bob Backlund. Backlund pensó erróneamente que había ganado el combate y comenzó a festejar, pero Hart lo cubrió para retener el título. Después, Backlund se volvió heel y atacó a Hart. Esto llevó a una lucha por el título en Survivor Series, en la que Backlund le ganó el título a Hart. Aunque Backlund pronto perdió el cinturón, la disputa continuó y Backlund atacó a Hart durante su combate ante Diesel en Royal Rumble.
También en Royal Rumble 1994, The Undertaker se enfrentó a Irwin R. Schyster como parte del feudo de The Undertaker con The Million Dollar Corporation de Ted DiBiase. Durante el combate, King Kong Bundy, otro miembro de la Corporación, interfirió y permitió que se robaran la urna de The Undertaker, que se decía que era la "fuente de su poder".

## Resultados

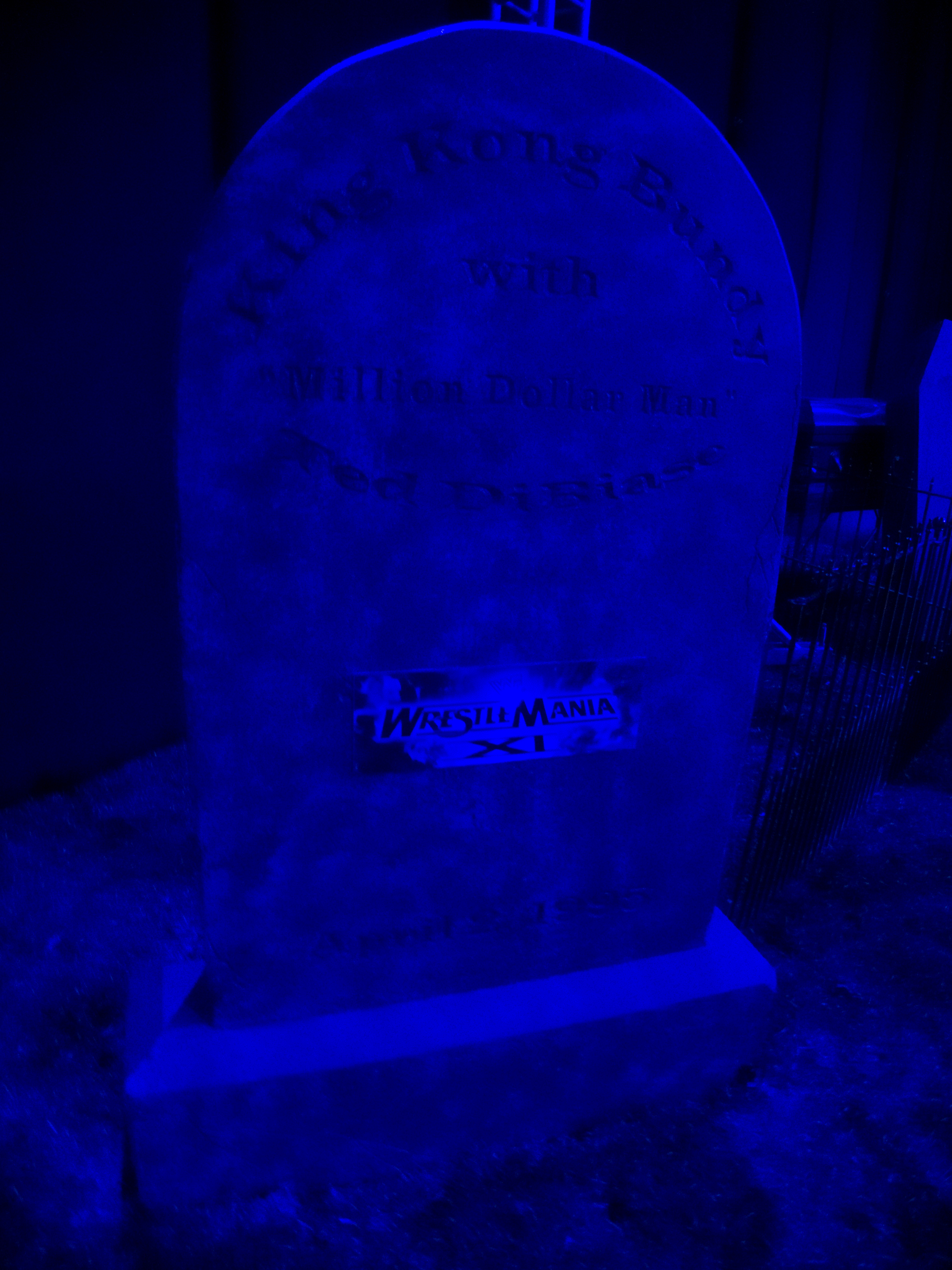
Tumba marcando la derrota de King Kong Bundy a manos de The Undertaker.

- The Allied Powers (Lex Luger & The British Bulldog) derrotaron a The Blu Brothers (Jacob & Eli) (c/Uncle Zebekiah) (6:34)
  - Bulldog cubrió a Eli con un "Sunset Flip".
- Razor Ramon (c/The 1-2-3 Kid) derrotó al Campeón Intercontinental de la WWF Jeff Jarrett (c/The Roadie) por descalificación (13:32)
  - Jarrett fue descalificado después de una interferencia de Roadie.
  - Como resultado, Jarrett retuvo el título.
- The Undertaker (c/Paul Bearer) derrotó a King Kong Bundy (c/Ted DiBiase) (con Larry Young como árbitro especial) (6:36) 
  - Undertaker cubrió a Bundy después de una "Flying Clothesline".
  - El invicto de Undertaker aumentó a 4-0
  - Durante el combate, Kama atacó a Paul Bearer por órdenes de DiBiase y se robó la urna.
- Owen Hart & Yokozuna (c/Mr. Fuji y Jim Cornette) derrotaron a The Smokin' Gunns (Billy & Bart) ganando el Campeonato en Parejas de la WWF (9:42)
  - Hart cubrió a Billy después de un "Banzai Drop" de Yokozuna.
  - Esta fue la primera aparición de Yokozuna desde 1994 Survivor Series.
- Bret Hart derrotó a Bob Backlund con Roddy Piper como árbitro especial en un I Quit Match (9:34)
  - Backlund dijo algo ininteligible, lo cual Piper tomó como una rendición, dando la victoria a Hart.
- Diesel (c/Pamela Anderson) derrotó a Shawn Michaels (c/Sid y Jenny McCarthy) reteniendo el Campeonato de la WWF (20:35)
  - Diesel cubrió a Michaels después de un "Jacknife Powerbomb".
  - originalmente Pamela Anderson iba a acompañar a Shawn Michaels debido a su Victoria al Royal Rumble pero cómo no aguantó las altanería del chico rompecorazones accedió acompañar mejor al Big Daddy Cool Diesel.
- Lawrence Taylor (con Ken Norton, Jr., Carl Banks, Rickey Jackson, Steve McMichael, Reggie White y Chris Spielman ) derrotó a Bam Bam Bigelow (con Ted DiBiase, I.R.S., Kama, Nikolai Volkoff, Tatanka y King Kong Bundy) (11:42)
  - Taylor cubrió a Bigelow después de un "Flying Forearm" desde la segunda cuerda.
  - Salt-N-Pepa tocó la música de entrada de Lawrence Taylor en directo, siendo una variación de "Whatta Man".

## Otros roles
| Comentaristas en inglés - Jerry "The King" Lawler - Vince McMahon Comentaristas en Español - Carlos Cabrera - Ed Trucco Comentaristas franceses - Jean Brassard - Raymond Rougeau Comentaristas alemanes - Carsten Schaeffer - Günther Zapf Anunciador - Howard Finkel | Entrevistadores - Gorilla Monsoon - Todd Pettengill - Jim Ross Árbitros - Mike Chioda - Danny Davis - Jack Doan - Earl Hebner - Tim White |